# Cryptobranchus alleganiensis
La salamandra alligatore (Cryptobranchus alleganiensis) è un anfibio caudato della famiglia Cryptobranchidae. È l'unica specie del genere Cryptobranchus.